# Tárkány Szücs Ernő
Tárkány Szücs Ernő (Hódmezővásárhely, 1921. október 13. – Budapest, 1984. július 10.) jogász, a történettudományok doktora (DSc), az ELTE címzetes egyetemi tanára, a magyar jogi néprajz nemzetközi és hazai elismert kutatója, a 2011-ben Szekszárdon megalakult Tárkány Szücs Ernő Jogi Kultúrtörténeti és Jogi Néprajzi Kutatócsoport névadója.

## Életpályája
Apja dr. Tárkány Szücs Ernő (1885. március 9. – 1951. december 31.) ügyvéd, édesanyja Banga Ida (1891. május 29. – 1952. május 7.), testvére dr. Tárkány Szücs Géza (szül. 1923. július 23.), jogász. Középiskolai tanulmányait a hódmezővásárhelyi Bethlen Gábor Református Gimnáziumban végezte, ahol 1939-ben érettségizett. A családi hagyományt követve a jogi pályát választotta: Kolozsvárott, a Ferenc József Tudományegyetem hallgatójaként folytatta tanulmányait.
Abban, hogy jogi tanulmányait néprajzi és szociológiai stúdiumokkal is kiegészítette, a gazdaéletformába beleszületettség (a család, a rokonság) mellett gimnáziumi tanárai közül elsősorban az ELTE tárgyi néprajzi tanszékének későbbi professzora, Tálasi István és a társadalmi és szociográfiai kérdések iránti nyitottságra, egy erős polgári értékrend szellemében való felelősségvállalásra nevelő Szathmári Lajos, illetve a többször is szellemi elődeinek nevezett Török Károly és Kiss Lajos szerepét kell kiemelni. Későbbi közéleti feladatvállalásainak motivációit szintén a gimnáziumi évek alapozták meg: a 111. sz. Erő cserkészcsapat tagja volt, részt vett a németországi diákcsereprogramban (1936), falukutatásokon, táborokban (pl. Czún 1937), a Márciusi Front helyi szervezetének alapításában (1937), és bekapcsolódott a népi írók mozgalmába.
Kolozsvárott Gunda Béla, Viski Károly, K. Kovács László, Venczel József, Haáz Ferenc néprajzi és szociológiai kurzusait is hallgatta, Imreh Istvánnal együtt vett részt a bálványosváraljai falukutatásban. Aktívan bekapcsolódott a város közéletébe, rendszeresen írt a Csizmadia Andor szerkesztette Kolozsvári Szemlébe. Egyetemi évei alatt gyakornoka volt a jogtörténeti intézetnek és díjnoka a járásbíróságnak. Bónis György jogtörténész professzor tanársegédeként a Kalotaszeg 25 községében megvalósult népi jogéletkutatás szervezője, résztvevője, vezetője; rendszeresen publikálta azok részeredményeit. Még Kolozsvárott jelent meg első könyve Bónis György előszavával 1944-ben: a Mártély népi jogélete.
A Görgey partizán zászlóalj fegyveres tagjaként vett részt 1944-1945 fordulóján az ellenállásban (amelyért később Partizán Emlékéremmel tüntették ki). Jogi tanulmányait a szegedi egyetemen fejezte be, részese volt Bónis György professzor tápéi gyűjtésének. Szegeden szerezte meg jogi diplomáját is. Hódmezővásárhelyen 1945–1949 között ügyészségi megbízott, ügyvédjelölt volt, eközben szerkesztette a Puszták Népe folyóiratot, 1946-tól a város kulturális életében jelentős szerepet játszó Tornyai Társaság titkáraként vállalt szerepet és került kapcsolatba Németh Lászlóval is.
Maga sem gondolta 1949 végén, hogy végleges a kényszerű és hirtelen búcsú szülővárosától: 1950-1957 között a Belkereskedelmi Minisztérium Tüzép Főosztályának jogi előadójaként végezte munkáját. Közigazgatási-jogi pályájának következő állomása a Nehézipari Minisztérium volt, ahol a jogi osztály vezetőjeként dolgozott (1957–1974). A munka mellett 1953-ban jogtanácsosi képesítést szerzett, középfokú kereskedelmi tanfolyamot végzett. Előkészítője volt a magyar bánya-, gáz-, villamosenergia törvénynek, eredményes nemzetközi tárgyalások, szerződéskötések közreműködőjeként, a Magyar bányajog könyv társszerzőjeként, elismert szakembereként tartották számon.
Bányajogot oktatott a Tatabányai Bányászati Technikumban (1963–1968), az Eötvös Loránd Tudományegyetem Természettudományi Karának Földtani Tanszékén (1970–1973); az Állam- és Jogtudományi Karon és a Bölcsészettudományi Karon jogi néprajzot adott elő (1977–1983) – az utóbbin 1984. július 1-jével címzetes egyetemi tanárnak nevezték ki. A Magyar Tudományos Akadémia Néprajzi Kutató Csoportjának tudományos főmunkatársa (1975-től nyugdíjazásáig), a Néprajzi Hírek társszerkesztője (1976–1978) volt.
Szakmai-közéleti szerepvállalása: a Tornyai Társaság titkára, a Magyar Jogász Szövetség vállalati szakosztályának választmányi tagja, az Országos Magyar Bányászati és Kohászati Egyesület bányajogi munkabizottságának alelnöke, az Országos Ügyvédi-Jogtanácsosi Vizsgabizottság állandó tagja, a Központi Földtani Hivatal jogtanácsosa, a Magyar Néprajzi Társaság tagja, utóbb jogtanácsosa, a Commission on Contemporary Folk Law alapító tagja (1978).

## Családja
Felesége Bihal Ella (1928. március 29.–1992), aki a néprajz egy speciális területét kutatta, és akivel 1953. november 13-án kötött házasságot. Fia dr. Tárkány Szücs Attila (szül. 1956. november 11.) jogász (felesége dr. Bozzay Gyöngyi, jogász). Unokái: Tárkány Szücs Enikő, Tárkány Szücs Bianka.

## Munkássága
Tárkány Szücs Ernő a jogi néprajz, a népi jogéletkutatás mellett a kolozsvári Ferenc József Tudományegyetem Jogtörténeti Szemináriuma, az Erdélyi Tudományos Intézet és a magyar Igazságügyi Minisztérium támogatásával végzett gyűjtések során köteleződött el. Ekkor fogalmazódott meg számára az a további kutatásait meghatározó, később jogi szintézisében is visszaköszönő felismerés, hogy a jog „alulról éppen úgy épül évszázadok óta a szokásjogon keresztül, mint felülről törvény és egyéb jogforrások útján”. Az a kutatási tapasztalat pedig, hogy az élő jog és a hagyományok szoros összefüggésrendszerében a települések jogéletét nagymértékben befolyásolja pl. elhelyezkedésük, a domináns gazdasági és társadalmi viszonyok, hozzájárult Tárkány Szücs életműve egyik komoly eredményéhez: az ún. „komplex módszer” fogalmának kidolgozásához.
Élete következő szakaszában (1950–1975) élethivatásszerűen már nem foglalkozhatott az 1939–1948 közötti gyűjtések anyagának feldolgozásával sem. A két világháború közötti politikai kurzus részének tekintett kutatás ugyanis nemkívánatossá vált a szocializmus évtizedeiben Magyarországon. Tárkány Szücs azonban nem adta fel: a magyar bányajog kodifikációs feladatai mellett folyamatosan kutatott és publikált a népi jogélet témakörében (pl. „Vásárhelyi testamentumok” (1961), „A jószágok égetett tulajdonjegyei Magyarországon (1965), „Results and Task of Legal Ethnology in Europe” (1967). Évtizedeken keresztül vállalta a „magyar jogszokáskutatás egyszemélyes intézményének” hálátlan és emberpróbáló szerepét.
Az MTA Néprajzi Kutató Csoport tudományos főmunkatársaként 1975-től a Néprajzi Lexikon jogi és társadalomnéprajzi szócikkeinek egyik szerzője volt, bekapcsolódott az új Magyarság Néprajza munkálataiba. Ezekben az években jelentek meg évtizedeken át folytatott jogi néprajzi kutatásainak eredményeit összegző magyar és idegen nyelvű tanulmányai is. („Az élő jogszokások Európában” (1975), „Die juridischen Volksbrauche der Eheschliessung bei den Ungarn” (1976), „Jogi szokások a bányászatban” (1978), „Jogi népszokások parasztságunk öröklési rendjében” (1980), „A kézfogóval összefüggő jogi népszokások„ (1980), „A temetés jogrendje” (1980), „Fejezetek Békés társadalomnéprajzából” (1983), „A jobbágyparaszti földtulajdon néhány problémája” (1983), ”A vásárhelyi baromgazdaság” (1983).
Nemzetközi szerepvállalása is jelentős volt: a nemzetközi folyóiratok szerkesztőbizottsági tagja, rendszeres szerzője volt, részt vett a jogi népszokások kutatását összefogó nemzetközi szervezet (Commission of Contemporary Folk Law) megalapításában, nemzetközi konferenciák rendszeres előadója volt.
Életműve – és egyben a magyar jogi néprajzi kutatás – mérföldkövének tekinthető Magyar jogi népszokások (1981) monográfia. A közel 900 oldalas könyv 1700–1945 között átfogóan, szintézist teremtő szándékkal kísérelte meg a nép körében élő íratlan jogszokások, illetve az azokra vonatkozó írott források összefoglalását és egyben lehetőséget jelentett a két világháború közötti jogszokáskutatás eredményeinek a magyar néprajztudományba beépülésére is. Jogelméleti, dogmatikai és módszertani alapozásában elsősorban a Results and Task of Legal Ethnology in Europe tanulmányban kifejtettekre épített, a rendkívül gazdag példaanyag célja a magyar népi jogélet, a népi jogszokások, az autonóm népi közösségek létezésének bizonyítása, közös örökségének felmutatása volt. A tudományterületi összegzésről több mint 30 hazai és nemzetközi méltató recenzió, elismerő szakcikk jelent meg, a szerző munkáját kiadói nívódíjjal ismerték el, 1983-ban elnyerte „a tudományok doktora” (DSc.) fokozatot, az ELTE címzetes egyetemi tanárrá nevezte ki. A Magyar Néprajzi Társaság Ortutay Emlékéremmel ismerte el a magyar jogi néprajz Budapesten, 1984. július 10-én elhunyt, meghatározó egyéniségének életművét.

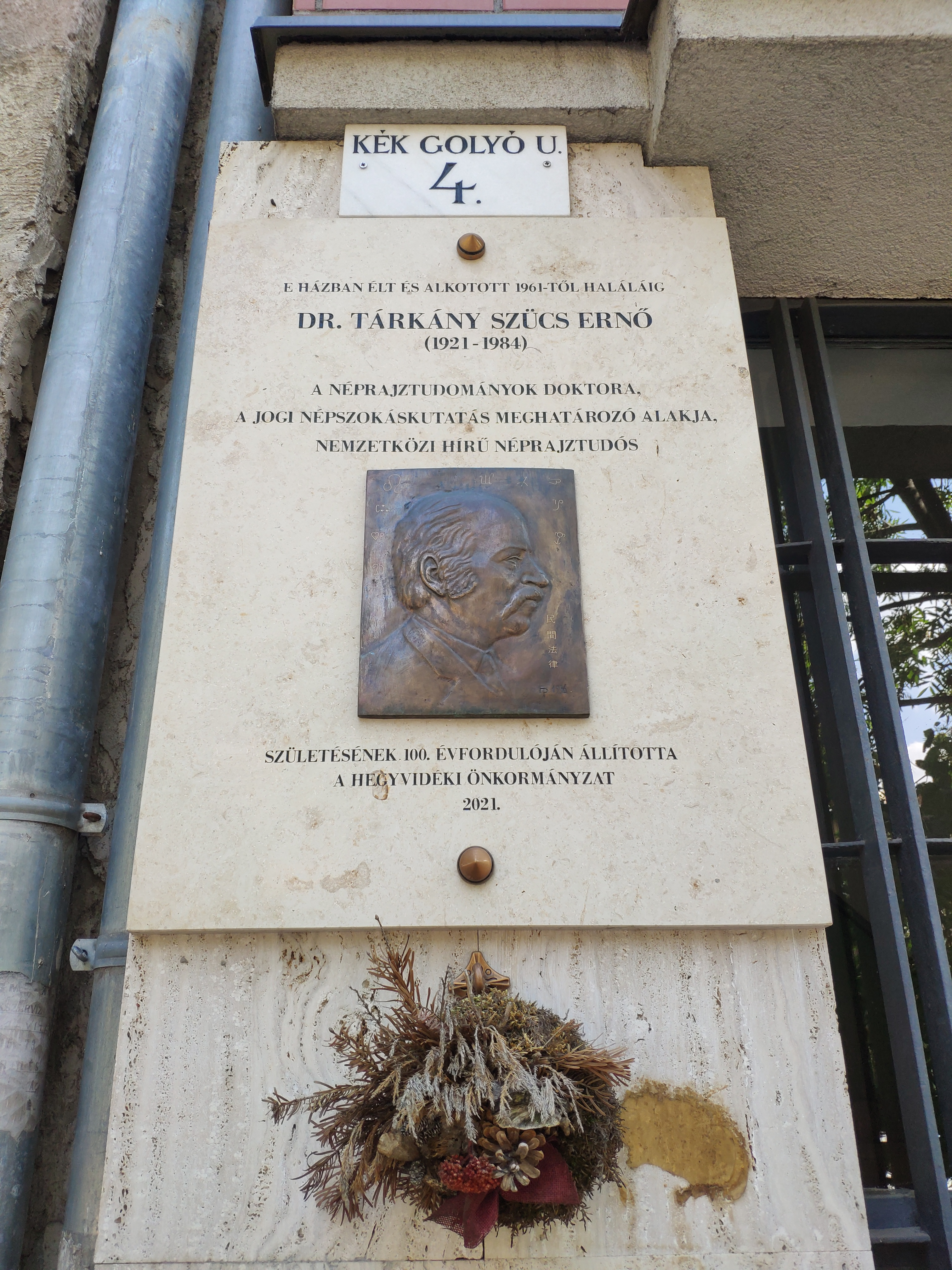
Emléktáblája Budapesten, Kék Golyó utca 4. ház falán

## Emlékezete
Szellemi örökségének gondozója a 2011-ben Szekszárdon megalakult Tárkány Szücs Ernő Jogi Kultúrtörténeti és Jogi Néprajzi Kutatócsoport.
2021-ben, születésének 100. évfordulóján tanulmányok, kötetek méltatták a magyar jogszokáskutatás nemzetközi hírű kutatójának életművét, illetve emléktáblát helyeztek el egykori budapesti lakhelyénél

## Művei

### Könyvek
- Mártély népi jogélete. (Régi magyar jog. Jogtörténeti és népi jogi tanulmányok 1.) Kolozsvár, 1944.
- Vásárhelyi testamentumok. Közgazdasági és Jogi Kiadó, Budapest, 1961.
- Magyar jogi népszokások. Társadalomtudományi könyvtár. Gondolat. Budapest, 1981.

### Tanulmányok, cikkek (válogatás)
- A kalotaszegi népi jogélet-kutatás. Néprajzi Értesítő, 1943. 253–254.
- A bálványosváraljai falukutatótábor néprajzi munkája. Néprajzi Értesítő, 1943. 253.
- Jogszokásgyűjtés Kalotaszegen. Kolozsvári Szemle, 1. 1943. 64–70.
- Erdély öröklési jogszokásai. Hitel, 1944. 379–400.
- Jogi elemek a kalotaszegi népmesékben. Kolozsvári Szemle, 1944. 137–145.
- A juhtartás népi jogszabályai Bálványosváralján. Erdélyi Múzeum, 1944. 464–475.
- A jószágok égetett tulajdonjegyei Magyarországon I–II. Ethnographia, 76. évfolyam 1965. 187–199, 359–410.
- Results and Task of Legal Ethnology in Europe. Ethnologica Europeana. Párizs, 1967. 195–217.
- Eingebrannte Eigentumsmarken des Viehs in Ungarn. Acta Ethnographica, 1968. 225–264.
- Tárkány Szücs Ernő–Radnay József–Kiss László: Magyar bányajog; Közgazdasági és Jogi, Budapest, 1970
- Népi jogtudat Tömörkény István műveiben. Ethnographia, 81. évfolyam, 2–4. szám 1970. 421–429.
- Privatrechtliche Elemente des alten ungarischen Bergrechtes (1854–1944). In: Die Entwicklung des Zivilrechts in Mitteleuropa. Budapest, 1970. 259–269.
- Makói parasztok végrendeletei. Ethnographia, 85. évfolyam. 2–3. szám 1974. 493–512.
- Az élő jogi népszokások Európában. Létünk (Újvidék), 5. 3–4. 1975. 85–93.
- Die juridischen Volksbräuche der Eheschliessung bei den Ungarn. In: Actes du colloque international ,,Amour et Mariage en Europe". Liège, 1975. 110–126.
- Az európai jogi néprajz eredményei és feladatai. Létünk, 4. évfolyam 1975. 86–107.
- Die juridischen Volksbrauche der Eheschliessung bei der Ungarn. Acta Ethnographica, 1976. 211–249. Franciául: Actes du colloque international. Liege, 1975: 110–126.
- A vásár és jogi népszokásai. In: Vásártörténet–hídivásár. Szerkesztette: Szőllősi Gyula. Debrecen. 1976. 333–376.
- The Local Legal Coustoms in Europe. In: Sociology of Law and Legal Sciences. Budapest. 1977. 229–235.
- Magyar Néprajzi Lexikon, I. Budapest Akadémiai Kiadó. Kidolgozott címszavak: ági öröklés, áldomás (Ujváry Zoltánnal), alku, ara, asszonyavatás (Tátrai Zsuzsannával), atyafiságos egyezség, bánatpénz, bányabíró, bíró, bűn, cemende, cenzár, cigánybíró, deres, drusza, egyenlő osztály, eklézsia-követés, eljegyzés (Györgyi Erzsébettel), erdőbíró, esküdt, esküdtbíró. (1977)
- Magyar Néprajzi Lexikon, II. Budapest Akadémiai Kiadó. Kidolgozott címszavak: fabíró, fajegy, falusi használati közösségek, falutörvény, farbőrugrás, farkasguzs, faszamár, felszállók öröklése, fiági öröklés, fogda, foglalás, foglaló (Bónis Györggyel), foglalójegy, fogott bíró, forrástisztítás, főbíró, fráng, gyökös örökösödés, hadnagy, hajadontartás, haj és szakállnyírás, halászbíró, határjel, házásás, házasságon kívül elismert nemi kapcsolat (Gunda Bélával), hitbér, Hódmezővásárhely népe, istenítélet, jogi jel, jószágjegy, kaloda (Balogh Istvánnal). (1979)
- Collecting Legal Folk Coustoms in Hungary. Acta Ethnographica, 1980. 181–205.
- A kézfogóval összefüggő jogi népszokások. Népi kultúra–népi társadalom, 11–12. 1980. 119–154.
- Jogi népszokások parasztságunk öröklési rendjében (1700–1945). Agrártörténeti Szemle, 22. évfolyam, 3–4. szám 1980. 273–310.
- A jogi népszokások szankció rendszere. Ethnographia, 91. évfolyam, 3–4. szám 1980. 372–392.
- Magyar Néprajzi Lexikon, III. Budapest Akadémiai Kiadó. Kidolgozott címszavak, kapitány, karóba húzás, képmutatás, kelengye, kenéz (Bárth Jánossal), kenyérjegy, kerámiajegy, keresztnévadás (Németh Imrével), kézjegy, kicsapás, kisbíró, kitagadás, koldusbíró, korbácsolás (Németh Imrével), korhelyhétfő, korombíró, kőfaragójegy, köteles rész, közös erdő, közvéleménybüntetés, leányvásár, legényavatás (Németh Imrével), legfiatalabb fiú joga, legidősebb fiú joga, lélekváltság, leszármazók (lemenők) öröklése, levetkőzés, magszakadás, malombíró, másodbíró, meghurcolás, megkérés (Györgyi Erzsébettel), megkövetés, menedékjog, mesterjegy, művész jegy, nagyatádi-kocsi, nászajándék (Györgyi Erzsébettel), nászéjszaka, násznagy (Györgyi Erzsébettel), násznép (Györgyi Erzsébettel), negyed. (1980)
- Magyar Néprajzi Lexikon, IV. Budapest, Akadémiai Kiadó. Kidolgozott címszavak: nyelvlakat, nyomóháló, oldalági öröklés, osztály, osztályos atyafiság, öröklés, öröklési jogi szokások, örökség, ősiség, ötvösjegy, parasztbíró, párválasztás (Györgyi Erzsébettel), patvar, pellengér, pusztabíró, robot jegy, rostapénz, sójegy, szalmakoszorú, szamártemetés, szégyenketrec, szégyen-kő, szégyenpolc, szégyentábla, székbíró, személyiségjegy. (1981)
- Magyar Néprajzi Lexikon, V. Budapest, Akadémiai Kiadó. Kidolgozott címszavak: szerzeményi javak, szíjhasítás, szólás (Szemerkényi Ágnessel), törvénybíró, törzsöröklés, tulajdonjegy, vadászbíró, vásárbíróság, végrendelet, Venczel József, vérbosszú, vértestvérség, vesszőzés (Tátrai Zsuzsannával), zabigyerek. (1982)
- A jószágellenőrzés égetett jeleinek regionális rendszere Magyarországon. Népi kultúra–népi társadalom, 14. Budapest, 1987. 103–157.
- Results and Task of Legal Ethnology in Europe. Alison Dundes Renteln – Alan Dundes (szerkesztette): Folk Law I–II. Essays in the Theory and Practice of Lex Non Scripta. New York–London 1994: 161–186.
- Magyar jogi népszokások. 2. bővített kiadás. Akadémiai Kiadó, Budapest, 2003
- Magyar jogi népszokások; 3. jav., bőv. kiad.; Ludovika Egyetemi, Budapest, 2021

### További publikációk
- Janka Teodóra Nagy: Ernő Tárkány Szücs. Lawyer, Researcher of Hungarian Legal Ethnography (1921–1984). In Tárkány, Szücs Ernő Magyar jogi népszokások [Hungarian Legal Folk Customs]. Budapest, 2021. Ludovika, p. 818-820.
- Janka Teodóra Nagy: Ernő Tárkány Szücs und die Forschung zur ungarischen rechtlichen Volkskunde: Ergebnisse und Alternativen. In Janka Teodóra Nagy–Szabina Bognár (Hrsg): Ernő Tárkány Szücs. Rechtsgeschichte und Volksbräuche (Ausgewählte Studien). Budapest, 2021. Gondolat, (Ungarische Rechtshistoriker. Redakteur: Barna Mezey, Rechtgeschichte Forschungsgruppe, MTA-ELTE) p. 284-297.
- Szabina Bognár: Zu Ehren des hundertjährigen Ernő Tárkány Szücs (1921–1984) In Janka Teodóra Nagy–Szabina Bognár (Hrsg): Ernő Tárkány Szücs. Rechtsgeschichte und Volksbräuche (Ausgewählte Studien). Budapest, 2021. Gondolat, (Ungarische Rechtshistoriker. Redakteur: Barna Mezey, Rechtgeschichte Forschungsgruppe, MTA-ELTE), p. 271-283.